# Liga Nacional de Hockey Hielo Femenina 2019-20
La Liga Nacional de Hockey Hielo Femenina 2019-20 fue la 12.ª edición de la liga española de hockey sobre hielo, máxima categoría a nivel nacional en categoría femenina.

## Equipos
| Equipo                        | Localidad     | Estadio                           | Capacidad |
| ----------------------------- | ------------- | --------------------------------- | --------- |
| Club Gel Puigcerdà            | Puigcerdá     | Club Poliesportiu Puigcerdà       | 1450      |
| SAD Majadahonda               | Majadahonda   | Pista de hielo La Nevera          | 250       |
| Club Hockey Hielo Txuri Urdin | San Sebastián | Palacio del Hielo Txuri Urdin     | 800       |
| Club Hielo Jaca               | Jaca          | Pabellón de Hielo de Jaca         | 2000      |
| Granada Grizzlies             | Granada       |                                   |           |
| Kosner Club Hielo Huarte      | Huarte        | Palacio de Hielo Huarte           |           |
| Milenio Club Patín            | Logroño       | Centro Deportivo Municipal Lobete | 624       |
| Valdemoro Ice Team            | Valdemoro     |                                   |           |
| Club Deportivo Sumendi        | Vitoria       |                                   |           |

## Clasificación
| | Equipo                       | PJ | PG | PGP | PP | PPP | Puntos | GF  | GC  | PIM |
| --- | ---------------------------- | -- | -- | --- | -- | --- | ------ | --- | --- | --- |
| 1 | SAD Majadahonda              | 16 | 16 | 0   | 0  | 0   | 48     | 183 | 11  | 142 |
| 2 | CD Sumendi                   | 16 | 14 | 0   | 2  | 0   | 42     | 121 | 23  | 126 |
| 3 | Valdemoro IT                 | 16 | 9  | 1   | 6  | 0   | 29     | 62  | 37  | 84  |
| 4 | CG Puigcerda                 | 16 | 10 | 0   | 6  | 0   | 29 *   | 59  | 89  | 126 |
| 5 | CHH Txuri Urdin              | 16 | 9  | 0   | 7  | 0   | 27     | 68  | 43  | 96  |
| 6 | CH Jaca                      | 16 | 6  | 0   | 9  | 1   | 19     | 44  | 84  | 116 |
| 7 | Milenio CP                   | 16 | 3  | 0   | 12 | 1   | 10     | 40  | 125 | 137 |
| 8 | Caja Rural Granada Grizzlies | 16 | 3  | 0   | 13 | 0   | 9      | 35  | 115 | 227 |
| 9 | Kosner Club Hielo Huarte     | 16 | 0  | 1   | 15 | 0   | 2      | 20  | 105 | 142 |
| Fuente: Federación Española de Deportes de Hielo: Clasificación de la Liga Iberdrola de Hockey sobre Hielo; actualización automática |                              |    |    |     |    |     |        |     |     |     |

- Datos: Q67206571